# Noors directoraat voor cultureel erfgoed
Het Noorse directoraat voor cultureel erfgoed (Noors: Riksantikvaren of Direktoratet for kulturminneforvaltning) is een overheidsinstantie die verantwoordelijk is voor het beheer van het cultureel erfgoed in Noorwegen. Het valt onder het Noorse Ministerie van Milieu en voert de cultureelerfgoedwet (Lov om kulturminner) van 9 juni 1978 uit. Het directoraat heeft ook verantwoordelijkheden in het kader van het Noorse planning- en bouwrecht.

## Cultureel erfgoedbeheer in Noorwegen

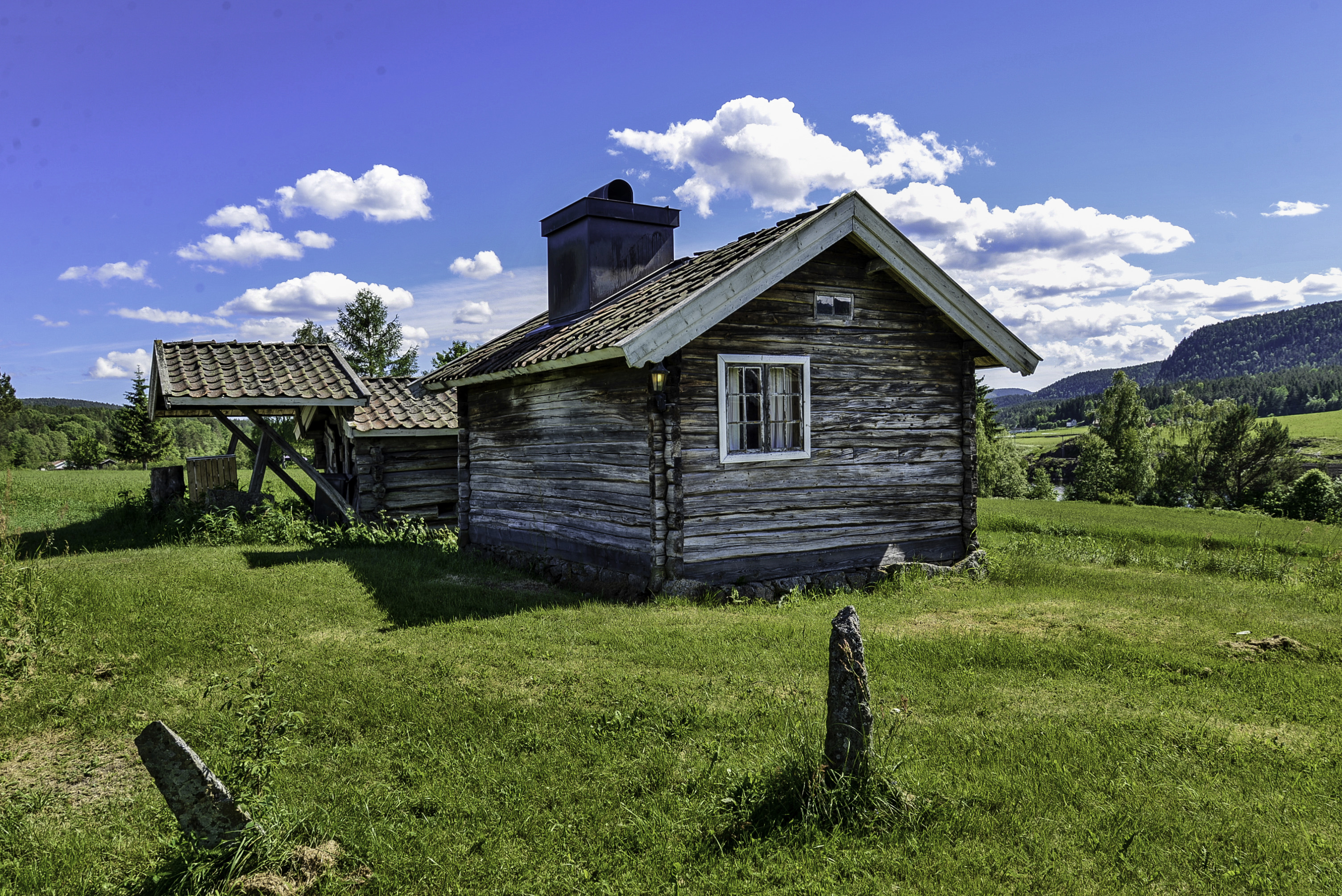
Foto van een monument in Noorwegen uit de databank van het Noorse directoraat voor cultureel erfgoed

Het directoraat voor cultureel erfgoed is verantwoordelijk voor het beheer op nationaal niveau. Op regionaal niveau zijn de provinciehoofdsteden verantwoordelijk voor het beheer binnen hun provincie. Het Sameting is verantwoordelijk voor het beheer van het Sami-erfgoed. Op het eiland Svalbard draagt de gouverneur van Spitsbergen de beheersverantwoordelijkheid. De rechten voor archeologische opgravingen zijn verleend aan vijf archeologische musea.

## Geschiedenis
Het beschermen van cultureel erfgoed begon in de vroege jaren 1900 en de eerste wetten rond erfgoedvondsten kwamen er in 1905. De eerste wet ter bescherming van historische gebouwen verscheen in 1920. De functie van nationaal antiquair (Noors: Riksantikvar) werd in 1912 in het leven geroepen en verwijst heden ten dage naar de directeur van het directoraat. Toen in 1972 het Ministerie van Milieu werd opgericht, werd de verantwoordelijkheid naar daar overgedragen. De huidige wetgeving voor het cultureel erfgoed, ter vervanging van de twee oudere wetten, dateert van 9 juni 1978. Het ambt werd een directoraat op 1 juli 1988.

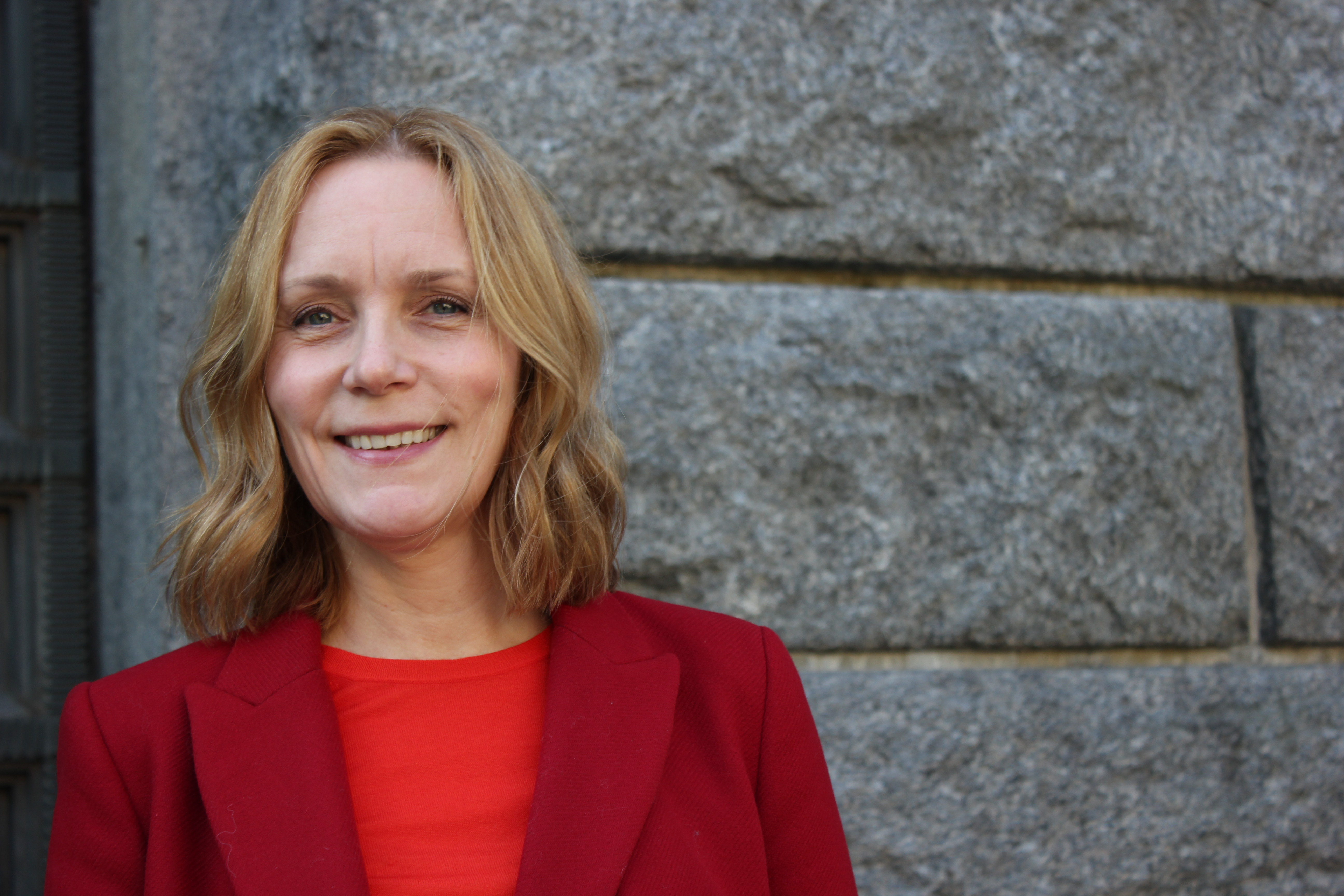
Riksantikvar Hanna Geiran

## Lijst van directeurs (Riksantikvar)
- 1912-1913 Herman Major Schirmer
- 1913-1946 Harry Fett
- 1946-1958 Arne Nygård-Nilssen
- 1958-1977 Roar Hauglid
- 1978-1991 Stephan Tschudi-Madsen
- 1991-1997 Øivind Lunde (niet in dienst sinds 1995)
- 1997-2009 Nils Marstein (waarnemend sinds 1995)
- 2009-2009 Sjur Helseth (waarnemend)
- 2009-2018 Jørn Holme
- 2018-heden Hanna Geiran